# Xerobdellidae
Xerobdellidae ist der Name einer Familie landlebender Egel in der Unterordnung der Kieferegel, die in Mittelamerika, Südamerika und Europa verbreitet sind und sich teilweise als Prädatoren von Kleintieren, teilweise als Parasiten von Blut ernähren, das sie an Wirbeltieren saugen. 

## Merkmale
Die Egel der Familie Xerobdellidae besitzen in ihrem Mund drei monostichodonte (mit einer Zahnreihe versehene) Kiefer. Am Kopf sitzen wie bei anderen Kieferegeln fünf Paar Augen, die in einem „Augenbogen“ ähnlich wie bei den Haemadipsidae angeordnet sind, wobei das vierte und das fünfte Paar durch ein oder zwei augenlose Ringel getrennt sind. Die äußerlich nicht sichtbaren Segmente umfassen jeweils 8 bis 12 äußere Ringel. Die Egel haben auf ihrer Bauchseite paarige Nephridien, von denen jedoch – im Gegensatz zu den Haemadipsidae – das 17. Paar fehlt. Charakteristisch für die Xerobdellidae ist der stattdessen vorhandene gemeinsame (unpaare) medioventrale Nephridienausgang an der Basis des hinteren Saugnapfes.

## Die drei Gattungen und ihre Verbreitung
Nach Elizabeth Borda, Alejandro Oceguera Figueroa und Mark E.Siddall umfasst die Familie Xerobdellidae folgende Gattungen:
- Xerobdella
- Mesobdella
- Diestecostoma

Die drei Arten der Gattung Xerobdella sind in Europa verbreitet – Xerobdella lecomtei in den Ostalpen (Österreich, Slowenien, Bayern), Xerobdella anulata im Dinarischen Gebirge (Slowenien, Kroatien, Bosnien und Herzegowina) und Xerobdella praealpina im nördlichen Italien zwischen Gardasee und Österreich.
Die Gattung Mesobdella ist auf Chile beschränkt, während die Arten von Diestecostoma die weiteste Verbreitung haben und sowohl in Mittelamerika als auch im nördlichen Südamerika zu finden sind. Borda, Oceguera und Siddall vermuten auf Grund dieser Verteilung, dass es sich bei der Familie um eine Reliktgruppe handelt, die auf die Zeit des Superkontinent Pangaea zurückgeht und vor etwa 250 Millionen Jahren entstanden sein könnte.

## Systematik
Bereits der US-amerikanische Zoologe John Percy Moore begründete 1946 eine eigene Familie Xerobdellidae, die er von den äußerlich sehr ähnlichen Haemadipsidae abtrennte, mit den anatomischen Besonderheiten der Nephridien und Geschlechtsorgane. Der Status einer eigenen Familie wurde 2009 von Borda, Oceguera und Siddall in ihren vergleichenden molekulargenetischen Untersuchungen von Kern-DNA und mitochondrialer DNA bestätigt.